# Entelodon
L'entelodonte (gen. Entelodon) è un mammifero artiodattilo estinto, appartenente ai cetancodontamorpha. Visse nell'Oligocene inferiore - medio (circa 33 - 28 milioni di anni fa) e i suoi resti fossili sono stati ritrovati in Europa e in Asia. 

## Descrizione
L'aspetto di questo animale era piuttosto bizzarro: possedeva un grande cranio (lungo circa 65 centimetri), dal muso allungato e dotato di grandi canini e robuste proiezioni ossee. Il corpo robusto era sorretto da lunghe e forti zampe didattile. L'altezza al garrese doveva raggiungere circa 1,35 metri. In generale l'aspetto ricordava vagamente quello di un enorme cinghiale dallo strano cranio, ma vi erano notevoli differenze anatomiche che permettevano di distinguere Entelodon dai veri suidi. Ad esempio, Entelodon possedeva radio e ulna completamente fusi, così come tibia e fibula. Le dita laterali erano scomparse, e i metapodi erano molto allungati. Le vertebre toraciche erano dotate di apofisi allungatissime, che fanno supporre l'esistenza di una gobba simile a quella dei bisonti. La coda era molto corta, così come il collo.
L'aspetto più insolito di Entelodon era dato dal cranio: esso era molto grande, largo e basso, e dotato di arcate zigomatiche ingrandite. La dentatura era completa e richiamava quella di alcuni mammiferi arcaici, come gli arctocionidi. I premolari, ad esempio, erano semplici e di forma conica. Le arcate zigomatiche erano rigonfie e sporgenti, mentre la mandibola era dotata di proiezioni ventrali nodose. Il processo coronoide della mandibola era basso, come quello delle tigri dai denti a sciabola, e suggerisce che questo animale poteva spalancare le fauci; i canini erano forti, lunghi e appuntiti. 

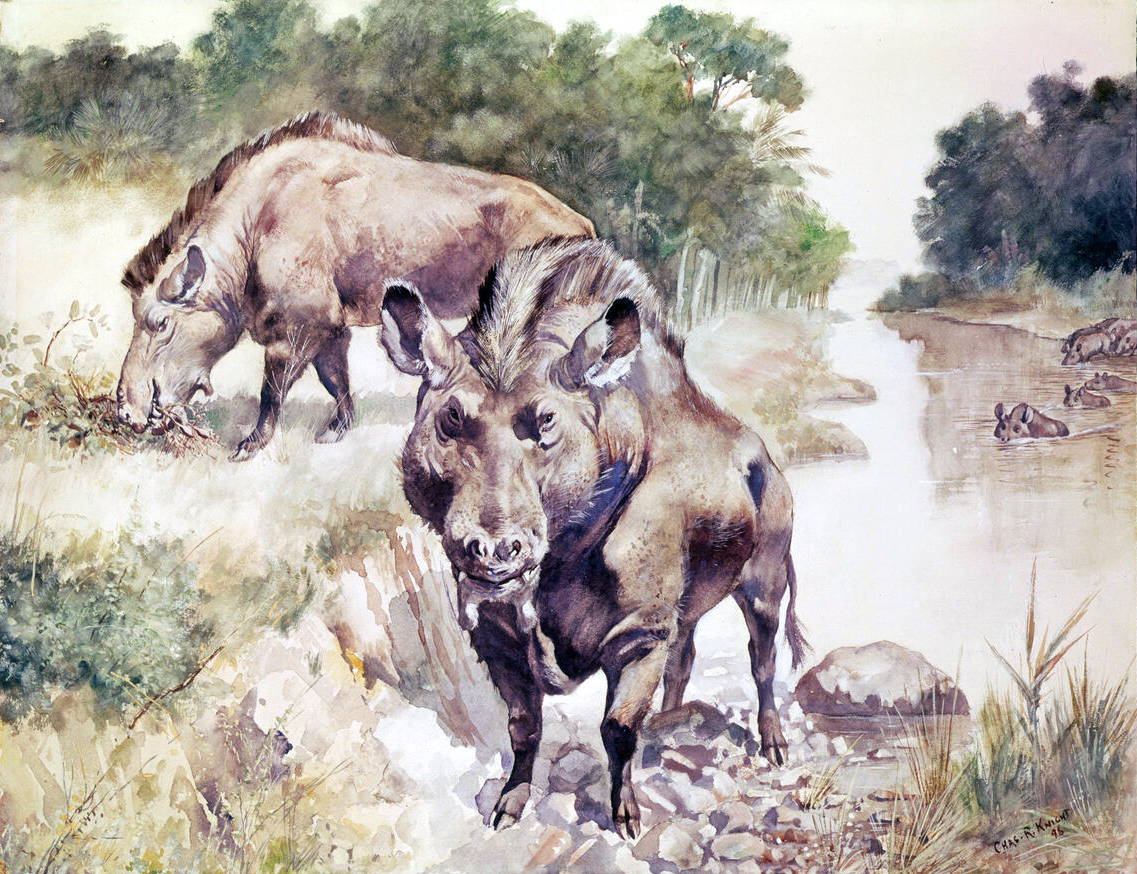
Ricostruzione di Charles R. Knight di Entelodon

## Classificazione
Descritto per la prima volta da Aymard nel 1846, Entelodon è noto per varie specie. La specie tipo, E. magnum, è nota grazie a numerosi resti fossili (principalmente frammentari) rinvenuti in numerose località oligoceniche in Francia, Spagna, Germania, Romania e nel Caucaso. Un'altra specie, E. deguilhemi, descritta per la prima volta da Repelin nel 1918, è ben nota soprattutto grazie al ritrovamento di uno scheletro e di un cranio quasi completo nella zona di Villebramar (Francia) (Merle et al., 2002). Altre specie di Entelodon (come E. ronzonii, E. aymardi, E. verdeaui, E. antiquus) sono da considerarsi di dubbia identità o conspecifiche con le precedenti. Due specie asiatiche, E. dirus ed E. gobiensis, sono basate su materiali scarsi (Matthew e Granger, 1923).

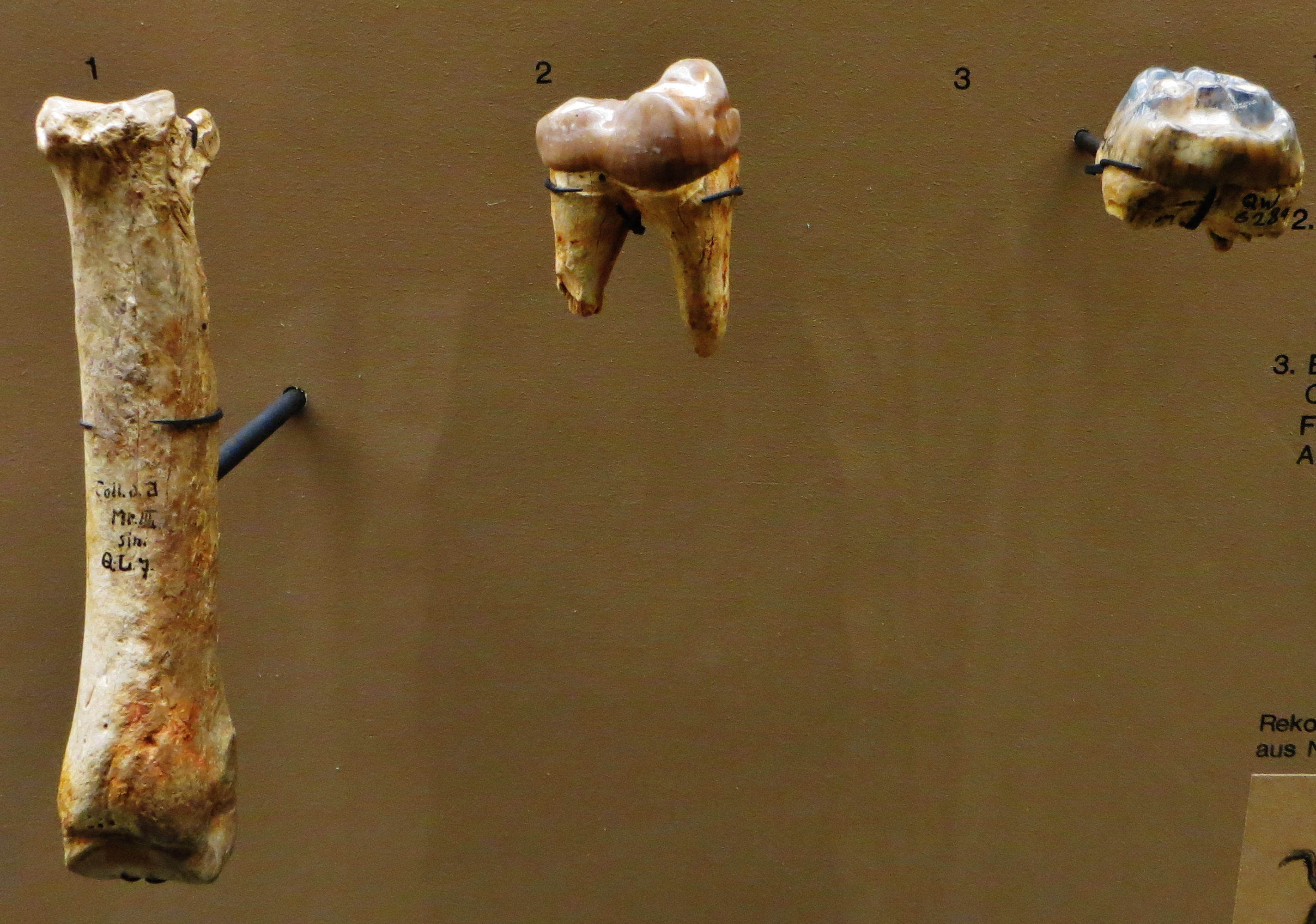
Fossili di Entelodon magnum

Entelodon (il cui nome significa "dente completo", con riferimento alla dentatura completa simile a quella degli euteri primitivi) è il membro eponimo della famiglia degli entelodontidi, un gruppo di artiodattili affini agli Whippomorpha (ippopotami e cetacei), ma dalle specializzazioni molto differenti. Entelodon è particolarmente affine al nordamericano Archaeotherium e all'eurasiatico Paraentelodon.

## Paleoecologia
Le zampe di Entelodon, con tibie più corte dei femori, indicano che questo animale non era un eccellente corridore. Tuttavia, l'allungamento di metatarsi e metacarpi, così come la perdita delle due dita laterali, indicano che Entelodon e le forme affini erano comunque in grado di correre efficientemente in terreni aperti. La struttura del cranio (con la notevole apertura delle fauci) e della dentatura (con forti canini e i premolari la cui usura indica l'impiego nel mordere grossi oggetti) fa supporre che questi animali avessero una dieta almeno parzialmente carnivora; probabilmente erano onnivori e spesso si nutrivano di carogne, ma potrebbero essere stati almeno occasionalmente attivi predatori (Joeckel, 1990).